# La Veuve (Marne)
La Veuve és un municipi francès, situat al departament del Marne i a la regió del Gran Est. L'any 2007 tenia 624 habitants.

## Demografia

### Població
El 2007 la població de fet de La Veuve era de 624 persones. Hi havia 222 famílies, de les quals 32 eren unipersonals (28 homes vivint sols i 4 dones vivint soles), 71 parelles sense fills i 119 parelles amb fills.
La població ha evolucionat segons el següent gràfic:
Habitants censats

### Habitatges
El 2007 hi havia 233 habitatges, 229 eren l'habitatge principal de la família i 4 estaven desocupats. 228 eren cases i 3 eren apartaments. Dels 229 habitatges principals, 199 estaven ocupats pels seus propietaris, 27 estaven llogats i ocupats pels llogaters i 3 estaven cedits a títol gratuït; 5 tenien dues cambres, 25 en tenien tres, 73 en tenien quatre i 126 en tenien cinc o més. 213 habitatges disposaven pel capbaix d'una plaça de pàrquing. A 72 habitatges hi havia un automòbil i a 148 n'hi havia dos o més.

### Piràmide de població
La piràmide de població per edats i sexe el 2009 era:
| Homes | Edats   | Dones |
| ----- | ------- | ----- |
| 0     | 95 o +  | 0     |
| 0     | 90 a 94 | 4     |
| 0     | 85 a 89 | 12    |
| 0     | 80 a 84 | 0     |
| 8     | 75 a 79 | 0     |
| 4     | 70 a 74 | 0     |
| 8     | 65 a 69 | 8     |
| 4     | 60 a 64 | 16    |
| 8     | 55 a 59 | 8     |
| 44    | 50 a 54 | 20    |
| 24    | 45 a 49 | 32    |
| 20    | 40 a 44 | 16    |
| 16    | 35 a 39 | 28    |
| 20    | 30 a 34 | 16    |
| 20    | 25 a 29 | 12    |
| 20    | 20 a 24 | 16    |
| 36    | 15 a 19 | 24    |
| 16    | 10 a 14 | 20    |
| 8     | 5 a 9   | 12    |
| 12    | 0 a 4   | 4     |

## Economia
El 2007 la població en edat de treballar era de 429 persones, 328 eren actives i 101 eren inactives. De les 328 persones actives 314 estaven ocupades (167 homes i 147 dones) i 15 estaven aturades (8 homes i 7 dones). De les 101 persones inactives 41 estaven jubilades, 30 estaven estudiant i 30 estaven classificades com a «altres inactius».

### Ingressos
El 2009 a La Veuve hi havia 230 unitats fiscals que integraven 664,5 persones, la mediana anual d'ingressos fiscals per persona era de 22.441 €.

### Activitats econòmiques
Dels 31 establiments que hi havia el 2007, 1 era d'una empresa extractiva, 1 d'una empresa alimentària, 1 d'una empresa de fabricació de material elèctric, 3 d'empreses de fabricació d'altres productes industrials, 2 d'empreses de construcció, 11 d'empreses de comerç i reparació d'automòbils, 6 d'empreses de transport, 1 d'una empresa d'hostatgeria i restauració, 2 d'empreses immobiliàries i 3 d'empreses de serveis.
Dels 3 establiments de servei als particulars que hi havia el 2009, 1 era un taller de reparació d'automòbils i de material agrícola, 1 empresa de construcció i 1 restaurant.
L'únic establiment comercial que hi havia el 2009 era una botiga de material esportiu.
L'any 2000 a La Veuve hi havia 10 explotacions agrícoles que ocupaven un total de 1.239 hectàrees.

## Equipaments sanitaris i escolars
El 2009 hi havia una escola elemental.

## Poblacions més properes
El següent diagrama mostra les poblacions més properes.